# Португалія в Першій світовій війні
На початку війни в 1914 році Португалія офіційно залишалася нейтральною країною. Через намагання Німеччини захопити португальські колонії в Африці вона була втягнена у прикордонні конфлікти в Анголі й Мозамбіку. 9 березня 1916 року Німеччина оголосила Португалії війну, внаслідок чого офіційний Лісабон приєднався до блоку країн Антанти. 
Португальці воювали проти Німеччини та її союзників на трьох фронтах: у колоніях (Анголі й Мозамбіку), в Атлантиці (в акваторії Азорів і Мадейри), та західному фронті у Франції. У боях особливо відзначився Португальський експедиційний корпус.
У війні загинуло 8145 осіб. 13751 особа отримала поранення. 12 318 осіб потрапили в полон або пропали безвісти. На морі португальці втратили 96 кораблів загальною тоннажністю 100 193 тони. Ще 5 кораблів тоннажністю 7485 тон були пошкоджені субмаринами противника.
Участь Португалії у війні не принесла очікуваних вигод. Національної консолідації не відбулося. Правлячий республіканський режим не зміг посилити свої позиції в країні і за кордоном. Мирний договір 1919 року не повернув країні статусу великої держави: Португалія отримала лише невеликий Кіонгський трикутник у Східній Африці. Марність жертв, які португальська сторона заплатила у війні, породили соціальну депресію й послабили Республіку.

## Війна в Африці (1914—1918)
У липні 1914 року Велика Британія і Німеччина розпочали секретні переговори про можливий розподіл Португальської Анголи. Передбачалося, що більша частина земель відійде німцям, так званому Ангольською союзу, створеному 1912 року. Переговори закінчилися безрезультатно. 28 липня 1914 року спалахнула Перша світова війна, в якій Британія і Німеччина опинилися по різні боки барикад.
У серпні 1914 року відбулися перші зіткнення португальських військ із німецькими на спільному південному кордоні Португальської Анголи з Німецькою Південно-Західною Африкою. Всередині Анголи німці намагалися інспірувати декілька антиколоніальних племінних повстань. 
У вересні уряд Португалії вислав військові підкріплення до південного кордону Анголи. Лінія кордону між португальськими і німецькими володіннями в Африці залишалася відкритою, проте португальці зупинили торговельні відносини з ворогом у колоніях, а німецьких громадян, які перебували на території Анголи, інтернували. 
У жовтні 1914 року 1,6-тисячний контингент португальських військ прибув до Анголи, а 1,5-тисячний — до Мозамбіку. Їх транспортували з Португалії до колоній на британських кораблях. Через рік, у листопаді 1915  року, нові португальські війська числом 1840 вояків під командування Мури Мендеша дісталися Мозамбіку. Вони мусили захопити так званий Кінський трикутник, який контролювали німці. 
Наприкінці 1917 року німецькі війська під командування Пауля фон Леттова-Форбека вступили на територію Португальського Мозамбіку після тривалих боїв із британськими силами. У липні 1918 року німецькі війська Леттова-Форбека здобули Намакурру, захопили озброєння і провізію, що призначалася для португальських військ.

## Західний фронт (1916—1918)
23 лютого 1916 року, на прохання британської сторони, уряд Португалії арештував 36 німецьких і австро-угорських кораблів, що перебували у Лісабонському порту. У відповідь, 9 березня 1916 року Німеччина оголосила війну Португалії. Офіційний Лісабон так само проголосив війну країнам Троїстого союзу і закрив свої консулати в Османській імперії. 15 березня Австро-Угорщина так само оголосила війну Португалії. 
9 червня 1916 року португальський міністр фінансів Афонсу Кошта взяв участь у економічній конференції Антанти. На ній було ухвалено рішення, що мир з Німеччиною можливий лише в разі повернення нею окупованих територій. Зокрема, Ельзас і Лотарингія, окуповані німцями в 1871 році, мусили відійти Франції, а Кіонгський трикутник, окупований 1894 року, мусив перейти Португалії.
15 липня 1916 року британський уряд офіційно запросив Португалію взяти активну участь в воєнних операціях Антанти. 22 липня в Танкуші було сформовано 30-тисячний Португальський експедиційний корпус під командування генерал Нортона де Матоша. 7 серпня Португальський парламент дав дозвіл на участь Португалії у війні та прийняв запрошення британського уряду. Було вирішено відправити до Франції 55 тисяч піхоти і тисячу артилеристів до французького театру бойових дій, по 4 тисячі вояків щомісяця. 
26 грудня 1916 року французький уряд направив офіційне звернення Португалії, з проханням надіслати команди артилеристів до Франції. У відповідь, 7 січня 1917 року офіційний Лісабон сформував Незалежний корпус важкої артилерії із 25 артилерійських батарей. Він прибув до Франції лише 17 жовтня 1917 року, а у бої вступив 16 березня 1918 року.
3 січня 1917 року Португалія і Британія уклали конвенцію, що визначала рамки участі португальців у війні в Європі. Згідно з цією конвенцією Португальський експедиційний корпус входив до складу Британських експедиційних сил. Він підпорядковувався XI корпусу Британської армії під командуванням генерала Річарда Гакінга.
2 лютого 1917 року перші частини Португальського експедиційного корпусу висадилися у французькому Бресті, в Бретані. 4 квітня того ж року його вояки вже були на лінії фронту. Першим серед них загинув рядовий Антоніу Гонсалвіш Курадо. 
30 травня 1-ша піхотна бригада 1-ї дивізії Португальського корпусу захопила сектор на ділянці фронту. 4 червня вона успішно відбила контрнаступ німців. 16 червня 2-га піхотна бригада корпусу зайняла інший сектор фронту, а 10 липня 3-тя піхотна бригада захопила ще один сектор. 23 вересня 4-та піхотна бригада 2-ї дивізії, так звана Мінюська бригада, прибула на фронт. 5 листопада португальське командування експедиційного корпусу перебрало на себе контроль у захоплених ділянках фронту. До цього ними керували британці під командування Генрі Горна.
27 березня 1918 року німецькі війська вдалися до контратаки на португальській ділянці фронту. Вона закінчилася провалом, але португальці зазнали сильних втрат. Оскільки третя дивізія Португальського корпусу так і не прибула Франції, португальські солдати дуже довго перебували на передовій, не знаючи ні ротації, ні відпочинку. Вони були одними із найбільш виснажених вояків на Західному фронті. 
6 квітня, через погані умови вояків Португальського корпусу, британське командування ухвалило рішення про його реорганізацію. 1-ша дивізія корпусу мусила відступити в тил. Її місце повинна була зайняти 2-а дивізія як частина XI корпусу британської армії під командуванням генерала Гакінга. Коли 9 квітня генерал відвідав позиції цієї дивізії, з'ясувалося, що вона теж виснажена. Британці збиралися так само відрядити її до тилу, але через німецьку атаку лишили для бою. 
Того ж дня, 9 квітня 1918 року, на португальській ділянці фронту німці провели наступальну операцію, яка отримала назву битви при Лісі. 6-та німецька армія, числом близько 100 тисяч вояків, за підтримки важкої артилерії атакувала британські позиції по всій лінії фронту. Під час наступу використовувалися отруйні гази. 2-га дивізія Португальського корпусу мала лише 20 тисяч вояків і 88 кулеметів. При зіткненні з німцями португальці втратили убитими 327 офіцерів і 7098 солдатів. Корпус загубив 35% своєї бойової спроможності. Уцілілі вояки були відправлені в тил. Німці відкинули португальців і британців на 60 км. В ході битви особливо відзначився рядовий кулеметник Анібал Міляйш, який ціною свого життя прикрив відступ 2-ї дивізії. Відбиваючи атаки двох німецьких полків, він дав змогу союзникам відступити і перегрупуватися. Коли в Міляйша закінчилися набої, він так само покинув місце бою. Через три дні його підібрали шотландці й відвезли до табору союзників.
4 липня 1918 року 1-ша дивізія Португальського корпусу увійшла до складу 5-ї британської армії під командуванням генерала Вільяма Бірдвуда

## Битва за Атлантику (1916—1918)
Одночасно з цим, тривало німецько-португальське протистояння в Атлантиці. 
3 грудня 1916 року німецька субмарина SM U-38 під командуванням Макса Валентінера зайшла до португальської бухти Фуншала на Мадейрі й атакувала торпедами кораблі країн Антанти. Вона потопила три судна: британські «Дакія» і «Кенгуру», і французький «Сюрприз». Після цього німці дві години обстрілювали Фуншал з відстані 4 км. Португальська артилерія на Мадейрі відкрила вогонь у відповідь і змусила противника відступити. 
4 липня 1917 року німецька субмарина SM U-155 бомбардувала португальське місто Понта-Делгада на Азорах. В ході бомбардування загинуло 4 особи. Американський корабель «Оріон» дав вогонь у відповідь, змусивши противника відступити.
12 грудня 1917 року німецькі субмарини U-156 і U-157 під командуванням Макса Валентінера знову бомбардували Фуншал на Мадейрі. Під час обстрілу загинуло 3 особи, 17 отримали поранення. Ряд будівель, в тому числі Церква святої Клари, були частково зруйновані.
17 грудня 1917 року німецька субмарина U-156 атакувала португальську шхуну «Асоріану» на південному сході Азорів, і змусила її відступити. 26 грудня U-157 потопила португальський корабель «Лідія» біля Азорів.
17 лютого 1918 року німецька субмарина U-157 під командуванням Макса Валентінера потопила португальський корабель «Ештрелла де Бісау» біля узбережжя Південної Африки.
25 серпня 1918 рок німецька субмарина U-157 потопила португальський корабель «Глорія» за 50 км від Порту-Санту на Мадейрі. 22 серпня ця ж субмарина потопила інший корабель «Гайя» біля Азорських островів. 
14 жовтня 1918 року німецька субмарина U-139 під командуванням Лотара фон Арнольда потопила португальський патрульний човен «Аугушту Каштілю» капітана Карвалю Араужу.

## Кінець війни. Наслідки
11 листопада 1918 року Німеччина капітулювала у Першій світовій війні.
В ході бойових дій Португалія втратила 8145 осіб убитими. 13751 особа отримала поранення. 12318 осіб потрапили в полон або пропали безвісти. На морі португальці втратили 96 кораблів, загальною тонажністю 100193 тони. Ще 5 кораблів, тонажністю 7485 тон були пошкоджені субмаринами противника.
18 січня, за умовами Версальського договору, Німеччина мусила віддати Португалії Кіонгський трикутник в Східній Африці. Це стало єдиним територіальним надбанням Португалії внаслідок участі в Першій світовій війні.